# Yoshihiro Hamaguchi
Pour les articles homonymes, voir Hamaguchi.
Yoshihiro Hamaguchi (浜口喜博, Hamaguchi Yoshihiro) est un nageur et un acteur japonais, né le 23 juin 1926, à Takamatsu, au Japon, et mort le 10 août 2011, à Tokyo.

## Biographie
Yoshihiro Hamaguchi dispute l'épreuve du relais 4x200 mètres nage libre aux Jeux olympiques d'été de 1952 de Melbourne et remporte la médaille d'argent aux côtés de Hiroshi Suzuki, Toru Goto et Teijiro Tanikawa.
Yoshihiro Hamaguchi a tourné dans 30 films entre 1955 et 1966.

## Filmographie sélective
- 1955 : Burūba (ブルーバ?) de Shigeyoshi Suzuki
- 1956 : Bara no kōdōkan (薔薇の絋道館?) de Kōzō Saeki
- 1956 : Jagā no me (豹の眼?) de Shigeyoshi Suzuki
- 1956 : Seiryū no dōkutsu (青竜の洞窟?) de Shigeyoshi Suzuki
- 1956 : Yaneura no onnatachi (屋根裏の女たち?) de Keigo Kimura
- 1956 : Tsuki no kōdōkan (月の紘道館?) de Keigo Kimura
- 1956 : L'Histoire de Heike - Shizuka et Yoshitsune (新平家物語 静と義経, Shin Heike monogatari: Shizuka to Yoshitsune?) de Kōji Shima
- 1957 : Kujikan no kyōfu (九時間の恐怖?) de Kōji Shima
- 1958 : Yūrakuchō de aimashō (有楽町で逢いましょう?) de Kōji Shima : Hirota
- 1958 : Les Géants et les Jouets (巨人と玩具, Kyojin to gangu?) de Yasuzō Masumura : Conducteur C
- 1959 : Hana no daishōgai (花の大障碍?) de Kōji Shima
- 1959 : Feux dans la plaine (野火, Nobi?) de Kon Ichikawa
- 1962 : La Grande Muraille (秦・始皇帝, Shin shikōtei?) de Shigeo Tanaka
- 1966 : Gamera contre Barugon (大怪獣決闘 ガメラ対バルゴン, Daikaijū kettō: Gamera tai Barugon?) de Shigeo Tanaka